# 에드 렌델
에드워드 진 렌(Edward Gene Rendell, 1944년 1월 5일 ~ )는 미국의 정치인이다.

## 학력
- 펜실베이니아 대학교 인문사회 학사
- 빌라노바 대학교 법무박사

## 경력
- 1978.01 ~ 1986.01 제21대 필라델피아 지방 검사
- 1992.01 ~ 2000.01 제96대 필라델피아 시장
- 1999.09 ~ 2001.02 제45대 미국 민주당 전국위원회 위원장
- 2003.01 ~ 2011.01 제45대 펜실베이니아 주지사
- 2007.07 ~ 2008.07 전국 주지사 연합 부의장
- 2008.07 ~ 2009.07 전국 주지사 연합 의장

## 역대 선거 결과
| 선거명      | 직책명               | 대수 | 정당   | 득표율 | 득표수      | 결과 | 당락                      |
| ----------- | -------------------- | ---- | ------ | ------ | ----------- | ---- | ------------------------- |
| 1977년 선거 | 필라델피아 지방 검사 | 21대 | 민주당 | 62.56% | 212,040표   | 1위  | 필라델피아 지방 검사 당선 |
| 1981년 선거 | 필라델피아 지방 검사 | 21대 | 민주당 | 74.84% | 240,904표   | 1위  | 필라델피아 지방 검사 당선 |
| 1991년 선거 | 필라델피아 시장      | 96대 | 민주당 | 64.24% | 288,467표   | 1위  | 필라델피아 시장 당선      |
| 1995년 선거 | 필라델피아 시장      | 96대 | 민주당 | 76.52% | 237,073표   | 1위  | 필라델피아 시장 당선      |
| 2002년 선거 | 펜실베이니아 주지사  | 30대 | 민주당 | 53.41% | 1,913,235표 | 1위  | 펜실베이니아 주지사 당선  |
| 2006년 선거 | 펜실베이니아 주지사  | 30대 | 민주당 | 60.31% | 2,470,517표 | 1위  | 펜실베이니아 주지사 당선  |